# Милошевич, Драгомир
Дра́гомир Мило́шевич (серб. Драгомир Милошевић; род. 4 февраля 1942, Мургаш, Сербия) — сербский генерал и военный деятель, военачальник армии боснийских сербов в период войны в Боснии и Герцеговине.

## Биография
Генерал Драгомир Милошевич родился 4 февраля 1942 года в Мургаше — населённом пункте близ городка Уб в Сербии. До 1992 года он был офицером ЮНА, возглавлял штаб 49-й моторизованной бригады. С началом войны в БиГ его подразделение стало частью Сараевско-Романийского корпуса ВРС, оборонявшего сербские районы Сараево и державшего фронт против армий мусульман и хорватов в этом районе Боснии. В начале марта 1993 года он возглавил штаб корпуса, 10 августа 1994 года Милошевич сменил на посту командующего корпусом генерала Станислава Галича. Сараевско-Романийский корпус насчитывал примерно 18 тысяч бойцов и сильно уступал в живой силе противостоящему ему Первому корпусу армии мусульман. Генерал Милошевич руководил операциями ВРС в районе Сараево вплоть до прекращения боевых действий на территории Боснии и Герцеговины.
Гаагский трибунал выдвинул против него обвинение 24 апреля 1998 года. В 1999 году обвинение было расширено. 3 декабря 2004 года Милошевич добровольно сдался сербским властям и незамедлительно был выдан в Гаагу. 7 декабря, появившись перед судом, он не признал себя виновным ни по одному пункту обвинения. А оно включало в себя нарушение законов и обычаев войны, преступления против человечности и т. д. Особое внимание МТБЮ сосредоточил на взрыве на сараевском рынке Маркале. По версии Гаагского трибунала, бойцы ВРС обстреляли рынок из 120 мм миномёта, что повлекло за собой гибель 34 человек. Однако ещё в 1995 году ряд экспертов аргументированно доказали невиновность сербских солдат в этом инциденте. Но эти версии в Гаагском трибунале рассматривать отказались. 12 декабря 2007 года МТБЮ приговорил генерала Милошевича к 33 годам заключения, признав его виновным по пяти пунктам обвинения из семи. 2 февраля 2008 года прокуратура Гаагского трибунала направила жалобу с требованием увеличить срок заключения до пожизненного. 12 ноября 2009 года Апелляционное вече МТБЮ приняло решение сократить срок генералу Войска Республики Сербской Драгомиру Милошевичу с 33 до 29 лет заключения. Суд признал генерала невиновным в трёх обстрелах Сараево, которые якобы были предприняты сербскими войсками во время отсутствия генерала на позициях.
Генерал Милошевич пользуется значительной популярностью у населения Республики Сербской. Он даже получил прозвище «Бессмертный серб».